# 1916 dans les parcs de loisirs
| Années des parcs de loisirs : 1913 - 1914 - 1915 - 1916 - 1917 - 1918 - 1919    |
| Décennies des parcs de loisirs : 1880 - 1890 - 1900 - 1910 - 1920 - 1930 - 1940 |

## Parcs d'attractions

### Fermeture
- Electric Park (en) à Baltimore ( États-Unis)
- Luna Park (en) à Scranton (Pennsylvanie) ( États-Unis)
- Luna Park (en) au Caire ( Égypte)
- Luna Park (en) à San José (Californie) ( États-Unis)

## Attractions

### Montagnes russes
| Nom                            | Type/Modèle | Constructeur | Parc                          | Pays       |
| ------------------------------ | ----------- | ------------ | ----------------------------- | ---------- |
| Derby Racer                    | Bois        |              | Glen Echo Park (en)           | États-Unis |
| Giant Coaster                  | Bois        | T. M. Harton | Crystal Beach Park (en)       | Canada     |
| Dips Devenu Greyhound en 1927. | Bois        |              | Seabreeze Amusement Park (en) | États-Unis |

### Autres attractions
| Nom                        | Type/Modèle      | Constructeur                  | Parc                    | Pays       |
| -------------------------- | ---------------- | ----------------------------- | ----------------------- | ---------- |
| Carousel                   | Carrousel        | Philadelphia Toboggan Company | Lake Winnepesaukah (en) | États-Unis |
| Miss Looff                 | Balade en bateau | Charles I. D. Looff           | Crescent Park (en)      | États-Unis |
| Santa Monica Pier Carousel | Carrousel        | Charles I. D. Looff           | Jetée de Santa Monica   | États-Unis |